# جائزة آرثر سي كلارك
جائزة آرثر سي كلارك جائزة بريطانية تمنح لأفضل رواية في الخيال العلمي يتم نشرها في المملكة المتحدة. تأسست الجائزة بمنحة قدمها آرثر سي كلارك وتم منح أول جائزة في العام 1987. وتقوم لجنة من الحكام من الجمعية البريطانية للخيال العلمي ومؤسسة الخيال العلمي و مؤسسة ثالثة باختيار الكتاب ويتلقى الكاتب جائزة مالية تساوي السنة التي تمنح فيها الجائزة، أي أن جائزة العام 2008 تبلغ 2008 باوند وهكذا. كانت مارغريت آتوود من كندا أو من حازت على الجائزة في العام 1987.

## وصلات خارجية
- (بالإنجليزية) الموقع الرسمي للجائزة